# Чемпіонат України з регбіліг 2016
Чемпіонат України 2016 року з регбіліг.
Восьмий чемпіонат України з регбіліг серед чоловіків 2016 року розіграли 8 команд Вищої ліги, які провели турнір у двох групах по 4 команди у два кола. Пізніше по дві перші команди з кожної групи визначили володарів 1-4 місця.

## Учасники
«Сокіл» (Львів), «Верес» (Рівне), «Корзо» (Ужгород), «Гірник» (Кривий Ріг), «Легіон XIII – ШВСМ» (Харків), «Київ-НУФВСУ» (Київ), «Корабел» (Миколаїв) і «Азовець» (Донецька обл.).

## Вища ліга

### Група А
| М | Команда       | 1           | 2           | 3           | 4           | В | Н | П | Р:О     | О  |
| - | ------------- | ----------- | ----------- | ----------- | ----------- | - | - | - | ------- | -- |
| 1 | «Сокіл»       |             | 14:10 8:14  | 28:28 32:26 | 50:23 44:11 | 4 | 1 | 1 | 176:112 | 15 |
| 2 | «Київ-НУФВСУ» | 10:14 14:8  |             | 62:34 22:44 | 20:26 30:14 | 3 | 0 | 3 | 158:140 | 12 |
| 3 | «Верес»       | 28:28 26:32 | 34:62 44:22 |             | 20:32 32:16 | 2 | 1 | 3 | 184:192 | 11 |
| 4 | «Корзо»       | 23:50 11:44 | 26:20 14:30 | 32:20 16:32 |             | 2 | 0 | 4 | 122:196 | 10 |

### Група Б
| М | Команда              | 1           | 2           | 3           | 4           | В | Н | П | Р:О     | О  |
| - | -------------------- | ----------- | ----------- | ----------- | ----------- | - | - | - | ------- | -- |
| 1 | «Легіон ХІІІ – ШВСМ» |             | 64:2 118:2  | 92:0 58:2   | 30:0* 30:0* | 6 | 0 | 0 | 362:6   | 18 |
| 2 | «Корабел»            | 2:64 2:118  |             | 36:22 32:28 | 44:24 38:20 | 4 | 0 | 2 | 154:276 | 14 |
| 3 | «Гірник»             | 0:92 2:58   | 22:36 28:32 |             | 30:0* 30:0* | 2 | 0 | 4 | 112:218 | 10 |
| 4 | «Азовець»            | 0:30* 0:30* | 24:44 20:38 | 0:30* 0:30* |             | 0 | 0 | 6 | 44:202  | 2  |

(*) Технічні перемоги та поразки з рахунком 30:0. У разі неявки команди турнірні очки за цей матч їй не нараховуються.

### Півфінали
«Легіон XIII – ШВСМ» (Харків) — РК «Київ-НУФВСУ» (Київ) 86:0
«Корабел» (Миколаїв) — «Сокіл» (Львів) 22:54

### Фінал
25 вересня 2016, Львів, стадіон «Юність»
«Сокіл» (Львів) — «Легіон ХІІІ – ШВСМ» (Харків) 0:86